# Emma Watson
Emma Charlotte Duerre Watson (París, França, 15 d'abril del 1990) és una actriu de cinema anglesa, coneguda pel seu paper d'Hermione Granger en la saga de pel·lícules Harry Potter, basada en la sèrie de novel·les homònima de l'escriptora J. K. Rowling.

## Biografia
Emma Charlotte Duerre Watson (1990), filla de Jacqueline Lesby (1960) i Chris Watson (1960), va néixer a París, França. Va viure a París fins als cinc anys, moment en què es va mudar a Anglaterra amb la seva mare i el seu germà petit Àlex (1993). El seu pare i la seva mare són advocats i estan divorciats. Té dos gats anomenats Bubbles i Domino (aquest últim és dels dos germans). Va participar en diverses obres de la seva escola, com ara Arthur: The Young Years, The Happy Prince i Alicia en el país de les meravelles. Als set anys va participar en el concurs de poesia The Daisy Poetry Competition, en la qual va guanyar el primer premi. La gran oportunitat de demostrar el seu talent per a actuar li va arribar amb el càsting de Harry Potter i la pedra filosofal, que va arribar a l'escola a la qual ella assistia. La seva professora li va demanar que competís per al paper de Hermione Granger. Va obtenir el paper en Harry Potter i la pedra filosofal (2001), basada en el primer llibre de la novel·la de J. K. Rowling. La seva participació en Harry Potter i la pedra filosofal (2001), Harry Potter i la cambra secreta (2002), Harry Potter i el pres d'Azkaban (2004) i en Harry Potter i el calze de foc (2005), ha consolidat la seva carrera com a actriu. Una vegada instal·lada dintre de la indústria cinematogràfica, se li va fer fàcil assistir a premis del cinema, el més important a què ha assistit fins ara és "Bafta Awards", en el qual la pel·lícula de Harry Potter i el Presoner de Azkaban va ser nominada i vencedora i Emma Watson va rebre el premi sense Daniel Radcliffe ni Rupert Grint. A part d'aquest esdeveniment s'ha vist a Watson en diversos premis, com els "Sony Ericsson Award", "Empire Awards" o "Otto Brau Awards". També ha assistit a l'estrena de les cinc primeres pel·lícules de Harry Potter. Les seves aparicions també s'hi sumen photoshots en diverses revistes Pink, Life, Enterteiment Weekly i com a imatge principal de revistes com Elle Girl i Teen Vogue.

## Carrera
El 1999 van començar els càstings per a Harry Potter i la pedra filosofal, l'adaptació cinematogràfica del supervendes homònim de la novel·lista britànica JK Rowling. La principal preocupació dels directors de càsting era trobar als actors adequats per interpretar els papers del trio protagonista: Harry Potter i els seus dos companys Hermione Granger i Ron Weasley, els seus dos millors amics. Els encarregats del càsting van trobar a Watson mitjançant la seva professora de teatre a Oxford i els productors van quedar gratament impressionats per la confiança que tenia la jove en si mateixa. Després de vuit audicions, el productor David Heyman els va comunicar a Watson, Daniel Radcliffe i Rupert Grint, que havien estat seleccionats per interpretar a Hermione Granger, Harry Potter i Ron Weasley, respectivament. L'autora de la novel·la, Rowling, ja havia mostrat el seu suport cap Watson des que va veure la seva primera prova .
El debut de Watson com Hermione Granger va arribar el 2001, amb l'estrena de Harry Potter i la pedra filosofal. La pel·lícula va batre rècords de taquilla durant el seu primer cap de setmana, i la producció més taquillera d'aquest any i va batre rècords de recaptació en un dia d'estrella ($ 31,6 milions) i de major recaptació en un cap de setmana ($ 93500000) als Estats Units, i va ser la pel·lícula més taquillera de l'any amb un ingrés global de $ 974.800.000. La crítica va elogiar, majoritàriament, el treball del jove trio protagonista, posant l'accent en la interpretació de Watson. El diari anglès The Daily Telegraph va descriure el seu treball com «admirable», i IGN va afirmar que «es va apoderar de la funció». Watson va ser nominada a cinc premis pel seu treball, assolint el premi Young Artist a la Millor interpretació juvenil - Protagonista.
A l'any següent, Watson va reprendre el paper d'Hermione en Harry Potter i la cambra secreta, la segona entrega de la sèrie. Encara que la pel·lícula va rebre crítiques mixtes pel seu ritme i la seva direcció, els crítics en general van valorar positivament el treball del repartiment. Los Angeles Times va dir que Watson i els seus dos companys havien madurat des de la primera pel·lícula, mentre que The Times va criticar el director Chris Columbus per «rebaixar» la presència del personatge d'Hermione en comparació amb els altres dos protagonistes. Watson va rebre un premi Bravo Otto pel seu treball, atorgat per la revista alemanya Die Welt.
Al maig de 2004 va ser llançada Harry Potter i el presoner d'Azkaban, la tercera pel·lícula de la sèrie. Watson es va sentir realitzada pel seu personatge, que va exercir un paper més decisiu en aquesta pel·lícula, i la va definir com a «carismàtica i fantàstica per interpretar». Si bé la crítica no havia apreciat gaire l'actuació de Daniel Radcliffe com el personatge del títol, etiquetant-ho de «torp», l'actuació de Watson va ser ben rebuda. El New York Times la va elogiar comentant que «afortunadament, la suavitat del Sr. Radcliffe es compensa amb la immensa impaciència de la senyoreta Watson. Harry pot mostrar les seves noves habilitats a la fetilleria, però és Hermione qui rep els aplaudiments més forts per donar un cop de puny al nas a Draco Malfoy, merescudament». Encara que El presoner d'Azkaban fos la pel·lícula amb la més baixa recaptació de la sèrie (796,7 milions de dòlars), Watson va guanyar el premi a la millor actuació infantil de Total Film i un premi Otto de la revista alemanya Bravo.
Amb l'estrena el 2005 de Harry Potter i el calze de foc, tant Watson com la sèrie van superar tots els registres anteriors. La pel·lícula va batre rècords de taquilla el seu primer cap de setmana, tant als Estats Units com al Regne Unit, així com també respecte a les anteriors entregues de la sèrie. La crítica va elogiar la creixent maduresa de Watson i els seus dos companys de repartiment; The New York Times va definir la seva interpretació com «d'una serietat commovedora». Per a Watson, gran part de l'humor de la pel·lícula va sorgir arran de la tensió del trio protagonista mentre maduren. Va afirmar: «M'emocionaven totes les discussions […] Crec que és molt més realista que els protagonistes discuteixin i sorgeixin problemes entre ells». Nominada per a tres premis per El calze de foc, Watson va ser guardonada amb un Bravo Otto de bronze. Aquell mateix any es va convertir en la persona més jove a aparèixer a la portada de la revista Teen Vogue. El 2006 va interpretar Hermione a The Queen's Handbag (Children's Party at the Palace), un mini episodi especial de Harry Potter per celebrar el 80è aniversari de la reina Isabel II.
La cinquena entrega de la franquícia de Harry Potter, Harry Potter i l'Ordre del Fènix, estrenada el 2007, va ser tot un èxit financer: va establir la xifra rècord, a nivell mundial, de 333,7 milions de dòlars el primer cap de setmana. Watson va guanyar el primer National Movie Award a la millor interpretació femenina i el premi a la millor actriu als Nickelodeon Kids' Choice Awards. El 9 de juliol de 2007, Watson i els seus companys Daniel Radcliffe i Rupert Grint, van deixar les empremtes de les seves mans, peus i varetes davant del Grauman's Chinese Theatre a Hollywood.
Malgrat l'èxit de l'Ordre del Fènix, el futur de la franquícia es va envoltar de dubtes, ja que els tres actors principals no es decidien a signar per continuar amb els seus papers durant les dues últimes pel·lícules. Radcliffe signar eventualment per a les susdites, però Watson va ser molt més indecisa. Va explicar que prendre la decisió no va ser fàcil, ja que la sèrie seguirà dominant la seva vida tres o quatre anys més, però que a la llarga li reportarà «més avantatges que inconvenients» i va admetre que ella «mai no podria deixar el paper d'Hermione», Watson va signar per al paper el març de 2007. A canvi de comprometre's amb les pel·lícules finals, el pagament de Watson es va duplicar a 2 milions de lliures esterlines per pel·lícula. El rodatge de la sisena pel·lícula va començar a finals de 2007, les escenes de Watson van ser filmades des de desembre del 2007 fins a maig de 2008.
La sisena pel·lícula de la sèrie, Harry Potter i el misteri del príncep, originalment prevista per a novembre de 2008, es va estrenar el 15 de juliol de 2009. La pel·lícula va batre rècords de major taquilla originada de les sessions de la mitjanit (22 milions de dòlars) i de més taquilla mundial durant el dia d'obertura (104 milions de dòlars). Com que els protagonistes ja eren grans, els crítics estaven disposats a jutjar els seus rendiments de la mateixa manera que feien amb la resta de les estrelles de cinema. El diari Los Angeles Times va descriure les actuacions com «una guia completa d'actuació contemporània», The Washington Post va comentar que Watson havia donat «el seu rendiment més encantador fins ara», mentre que The Daily Telegraph va descriure els actors principals com a «acabats d'alliberar i ple d'energia, disposats a donar tot el que tenen en el que queda de la sèrie». Per a Watson va ser un repte interpretar Granger en aquesta pel·lícula, perquè l'havia d'interpretar molt més emocional i vulnerable.
Al començament de 2009 Watson va començar a filmar l'última entrega de la sèrie, Harry Potter i les relíquies de la Mort. El rodatge va concloure a mitjans de 2010.
Per motius financers i pel guió, el llibre original es va dividir en dues pel·lícules que es van rodar una darrere l'altra. Harry Potter i les relíquies de la Mort: part 1 es va estrenar el novembre de 2010 i la part 2 el 15 de juliol de 2011. El rodatge de Harry Potter i les relíquies de la Mort es va realitzar simultàniament entre el 18 de febrer de 2009 i 12 de juny de 2010. Harry Potter i les relíquies de la Mort: part 1 va ser llançada al novembre de 2010 i va trencar el rècord del Misteri del príncep de major taquilla originada de les sessions de mitjanit (24 milions de dòlars). Daily Mail va elogiar el treball de Watson i es va adonar que ella «va madurar i es va convertir en una actriu de cinema prometedora».
Amb el mateix sentiment, el Metro Times va escriure que Watson «ha demostrat que ha crescut per ser una bona actriu, capaç de manejar emocions fortes». Harry Potter i les relíquies de la Mort: part 2 va ser llançada el juliol del 2011 i va ser la primera i única pel·lícula de la sèrie a ser llançada en 3D, aconseguint una taquilla mundial de més de 1000 milions de dòlars. També va trencar diversos rècords com el de major recaptació mundial d'obertura (475,6 milions de dòlars), de més recaptació en un sol dia (92,1 milions de dòlars), de més taquilla originària de les sessions de mitjanit (43,5 milions de dòlars) i de més debut al mercat internacional (307 milions de dòlars).
L'1 de gener de 2022 es va estrenar el primer retrobament oficial de la saga titulat Harry Potter 20 aniversari: Retorn a Hogwarts en el qual va participar juntament amb els seus companys de repartiment, deu anys després de l'estrena de l'última pel·lícula de la saga.

## Ambaixadora d'«ONU dones»
HeForShe es una campanya amb fins solidaris creada el 2014 per l'ONU Dones dedicada a mobilitzar gent dels dos gèneres per assolir la igualtat de gènere als sectors governamentals privats i acadèmics. Un altre dels seus objectius es eliminar la violència de gènere. L'Emma Watson es ambaixadora de Bona Voluntat de ONU dones i va donar un discurs molt conegut a les Nacions Unides sobre el tema.